# 直江津市
直江津市（日语：／ Naoetsu shi */?）是北陸地方中部、新潟縣西部（頸城地方）的一個已不存在的市。現在的上越市北部地區。

## 沿革
- 1954年（昭和29年）6月1日：直江津町、八千浦村、有田村、諏訪村的一部份、保倉村合併，市制施行。
- 1955年（昭和30年）4月1日：谷濱村、桑取村、高田市五智地区合併。
- 1971年（昭和46年）4月29日：與高田市合併，上越市成立。